# Ernst von Wedel (Politiker, 1825)
Ernst Achaz von Wedel (* 28. Juli 1825 in Blankensee, Kreis Pyritz; † 31. März 1896 daselbst) war ein pommerscher Landwirt und Mitglied des Preußischen Herrenhauses.

## Familie
Ernst von Wedel entstammte der Familie von Wedel. Er war ein Sohn des Rittergutsbesitzers Achaz von Wedel (1796–1852) und dessen Ehefrau Emma, geborene von Manteuffel (1803–1852). Der Generalleutnant Hermann von Wedel (1848–1913) war sein Halbbruder. Verheiratet war Wedel mit seiner Cousine Julie Henriette (1836–1908), einer Tochter des Kreisdeputierten und Rittergutsbesitzers Heinrich August von Wedel-Burghagen zu Pumptow im Kreis Pyritz und Burghagen im Kreis Westprignitz und der Pauline, geborene von Lettow-Vorbeck. Er hatte vier Kinder; ein Enkel war der Landwirt und Stahlhelmführer Bernd von Wedel. 

## Leben
Nach seinem Militärdienst im 2. Garde-Ulanen-Regiment der Preußischen Armee, den er 1849 als Leutnant quittierte, bewirtschaftete er fast ein halbes Jahrhundert lang das Rittergut Blankensee einschließlich Charlottenhof und Kuckmühle (ca. 1150 Hektar). Gut und Dorf baute er umfassend aus; der von ihm erneuerte Wirtschaftshof samt den 1855 und 1861 errichteten Scheunen hat sich erhalten. Im Krieg gegen Frankreich kommandierte Wedel 1870/71 als Major die Ersatzeskadron des 1. Garde-Dragoner-Regiments. 1884 wurde er Rechtsritter des Johanniterordens. Er war Landschaftsrat und Kreistagsmitglied. Am 14. April 1894 wurde er auf Präsentation „des alten und des befestigten Grundbesitzes im Landschaftsbezirk Herzogtum Stettin“ auf Lebenszeit in das Preußische Herrenhaus berufen.